# Черёмушки (Ульяновская область)
Черёмушки — село в Инзенском районе Ульяновской области. Административный центр Черёмушкинского сельского поселения.

## География
Село расположено на левом берегу реки Инза, в 13 км к юго-востоку от райцентра, в 143 км к юго-западу от областного центра. Климат умеренно-континентальный.

## История
Село возникло предположительно в XVIII веке, носило названия Архангельское (Домосердки тож; 1789), Домосердки (с середины XIX века). 
До 1929 года село Новые Домосердки входило в состав Городищенского уезда, Пензенской губернии, затем в Инзенском районе Ульяновской области.
В 1964 году Указом Президиума ВС РСФСР село Новые Домосердки переименовано в Черёмушки.

## Население
Мордва.
| 2010 |
| ---- |
| 280  |

### Известные жители
- Кянжин, Пантелей Кузьмич (1915, Новые Домосердки — 1991) — Герой Советского Союза (1945).
- Машковцева, Антонина Алексеевна  — Герой Социалистического Труда (1966).

## Инфраструктура
В селе 10 улиц: Заливной пер., Зеленый пер., Колхозный пер., Нагорный пер., Парковая ул., Полевая ул., Прогонный пер., Речной пер., Тельмана ул., Шоссейная ул.
Село газифицировано.
Имеются: Дом культуры, библиотека, медпункт, отделение почты (индекс 433005), подразделение «Многофункционального центра предоставления государственных и муниципальных услуг». Функционирует сельскохозяйственное предприятие «колхоз им. Вавилова», СЕЛЬСКОХОЗЯЙСТВЕННЫЙ ПРОИЗВОДСТВЕННЫЙ КООПЕРАТИВ "ЧЕРЕМУШКИНСКИЙ".

### Транспорт
Автобусное сообщение — с Инзой, Аристовкой, Поддубным.
Железнодорожное сообщение — по станции Инза.
Ближайшие аэропорты — Баратаевка (169 км), Саранск (91 км).

## Достопримечательности
- Памятник землякам, погибшим в годы Великой Отечественной войны[2][11].

- Бюст академику Н. И. Вавилову[2].

## Комментарии
1. 1 2  Указаны расстояния по прямой.
2. ↑  Указаны конечные станции маршрутов.